# 弁護士・森江春策の事件
『弁護士・森江春策の事件』（べんごし・もりえしゅんさくのじけん）は、2009年から2011年までテレビ朝日系「土曜ワイド劇場」で放送されたテレビドラマシリーズ。全3回。主演は中村梅雀。
原作は芦辺拓の「森江春策の事件簿シリーズ」

## キャスト

### 森江法律事務所
森江春策
演 - 中村梅雀（中学生：堀江晶太〈第2作〉）
経歴：森江法律事務所（第1作・第2作）
→ キャピタル総合法律事務所（第3作）
弁護士。司法試験を最下位で合格し司法修習所でも落ちこぼれの成績だった。国選弁護人として活動するため貧乏だが、依頼人を最後まで信じるという信念で弁護する。第2作までは戸越銀座商店街に「森江法律事務所」を構えていたが、第3作で、長期の貧乏が祟って事務所を閉めることとなり大手の弁護士事務所「キャピタル総合法律事務所」にて勤務弁護士として働き始める。
町田澄代
演 - 角替和枝
経歴：森江法律事務所（第1作・第2作）
→ そば屋（第3作）
夫との離婚訴訟で森江の世話になり、無職になったところを森江が事務員として雇った。第3作で森江法律事務所が無くなった後は、同じ戸越銀座商店街のそば屋でパートをしている。
新島ともか
演 - 岩崎ひろみ（第1作・第2作）
経歴：派遣社員（第1作）
→ 森江法律事務所（第2作）
裁判員に選ばれ、森江の弁護姿勢に共感し、押しかけで森江法律事務所の見習い事務員に転職する。

### 検察庁
菊園綾子
演 - 若村麻由美
検察官。地方転勤の先々で、数々の難事件を有罪にしてきた敏腕検事。森江とは司法修習所時代の同期で、落ちこぼれの森江とは「ウサギとカメ」に例えられて比較されてきた。しかし二人は仲が悪いわけではなく、良きライバルとして良好に接している。
高柳明信
演 - 金田明夫
事務官。綾子の担当兼腰巾着。

### その他
菊園喜助
演 - 竜雷太
綾子の父親。創業120年の寿司屋「都寿司」の主人。嫁にも行かず仕事一本やりの生活を送る綾子の将来を案じている。
須貝福子
演 - 上原由恵（第1作・第2作）
料理教室の講師。
なかむら家履物店の店主
演 - ふくまつみ（第1作・第2作）
森江を米屋だと思っている。

### ゲスト
第1作（2009年）
- 藁山花俊（被害者・出版プロデューサー） - 田山涼成
- 加藤高弥（藁山の内弟子） - 石丸謙二郎
- 桐石響樹（容疑者・神奈川県立汐見高等学校 元生徒） - 三浦力
- 来栖綴（神奈川県立汐見高等学校 生徒） - 垣内彩未
- 豊幌元雄（天宝舎 編集者） - 中西良太
- 天藤範正（検察庁 次席検事） - 寺泉憲
- 朝浜江里梨（イラストレーター） - 中村綾
- 鎌田次郎（裁判員） - 赤塚真人
- 元山一平（焼き鳥屋主人） - 出光元
- 山野正夫（町田南警察署 刑事） - 菊池隆則
- 老人 - 平野稔
- 大森菊子（裁判員） - 市川千恵子
- 井本太一郎（裁判員） - 伊藤智之
- 吉永信孝（裁判員） - 奥村利治
- 藤巻脩吾（主裁判官） - 浜博文
- 玉村君江（裁判官） - 須部浩美
- 堀田一郎（町田南警察署地域課第二派出所 警察官） - 西宮充記
- 池内拓也（桐石のバンド仲間） - 北村智晃
- 林亘（桐石のバンド仲間） - 倉持翼
- 相沢克己（神奈川県立汐見高等学校 元教師・桐石の亡き恩師・4か月前死亡） - ヘイデル龍生
- 大倉益美（ともかの会社の同僚） - 瀬川寿子
- 博多ばってんラーメン 店主 - 市原清彦
- リポーター - 三輪優子
- 料理教室の生徒 - 伊東知香
- その他 - 木内友三、真下修也、川岸貴紀、岩崎太郎、北本雅俊

第2作（2010年）
- 長谷部直樹（森江の同級生で元生徒会長・市議会議員） - 羽場裕一（中学生：泉大智）
- 名村佳代子（森江の同級生で初恋相手） - 麻丘めぐみ（中学生：増田璃子）
- 東勇作（森江の同級生・建築家） - 春田純一
- 柿本啓次郎（森江の同級生・大学病院の医師） - 佐戸井けん太
- 沼沢祐介（自称「永井和夫」） - 阿南健治
- 三田村明美（森江の同級生） - 大島蓉子
- 中目黒（警視庁警部） - 山崎大輔
- 金子（裁判長） - 森下哲夫
- 八島（長野県警北安曇警察署 刑事） - 浜博文
- 笹本和子（道路工事警備員） - 瀬川寿子
- 永井和夫（無職） - 加藤純平
- 奈良橋治（無職） - 戸辺俊介
- 東真子（東の娘） - 田代りさ
- その他 - 市川千恵子、小林功、由地慶伍、河野広夢、渡辺健介、望月亮汰

第3作（2011年）
- 松原美智代（医療法人シリウス会「長谷川病院」看護師） - 高橋かおり
- 長谷川潤子（実の妻） - いしのようこ
- 長谷川実（長谷川病院 院長・洋三郎の長男） - 矢島健一
- 今井由香（キャピタル総合法律事務所 弁護士・森江の同僚） - 金子さやか
- 瀬尾正也（長谷川病院 薬剤部長） - デビット伊東
- 長谷川真紀（長谷川病院 事務長・洋三郎の娘・実の妹） - 渋谷亜希
- 高梨（裁判長） - 大堀こういち
- 佐野真知子（美智代の知り合い） - 舟木幸
- 桐山俊哉（キャピタル総合法律事務所 弁護士） - 村上幸平
- 片山郁夫（キャピタル総合法律事務所 所長・長谷川病院 顧問弁護士・森江の大学の先輩） - 長谷川初範
- 水口（警視庁世田谷中央警察署 刑事） - 武田義晴
- 長谷川病院 看護師 - 金築弘子
- フルーツ店店員 - 出口高司
- 佐野華（真知子の娘） - 土岐瑞葵
- 長谷川洋三郎（長谷川病院 理事長） - 山本圭
- その他 - 工藤和馬

## スタッフ
- 脚本 - 坂田義和（第1作）、安井国穂（第2作・第3作）
- 監督 - 山本邦彦（第1作・第2作）、猪原達三（第3作）
- 法律監修 - 本村健太郎
- 技術協力 - アップサイド
- 美術協力 - KHKアート
- 編集・MA - 3one
- プロデューサー - 佐藤凉一（テレビ朝日）、浦井孝行（国際放映）、伊藤由彦（国際放映）
- 製作 - テレビ朝日、国際放映

## エピソードリスト
| 話数 | エピソードタイトル 原作                                                   | 初回放送日     | 脚本     | 監督     | 視聴率 |
| --- | ------------------------------------------------------------------------- | -------------- | -------- | -------- | ------ |
| 1 | 裁判員法廷〜真犯人は誰だ!? 容疑者5人に殺人動機あり!! 原作：「裁判員法廷」 | 2009年8月1日   | 坂田義和 | 山本邦彦 | 12.2%  |
| 汚い金儲けをしてきた出版プロデューサーの藁山が自宅で殺害された。容疑者は藁山に騙された若者・桐石だった。森江はたまたま、藁山と桐石との口論を目撃していた。桐石の友人から弁護の依頼を受けた森江だが、完璧な状況証拠や裁判員制度での法廷といった、森江には不利な状況が揃っていた。それでも、桐石の無実を信じ、口下手の森江は奮闘する。 |                                                                           |                |          |          |        |
| 2 | 殺人同窓会〜すり替った友人の死体!! 原作：オリジナル                       | 2010年8月21日  | 安井国穂 | 山本邦彦 | 11.2%  |
| 森江の中学校時代の同窓会が開かれた数日後、親しかった仲間内で国政へ転身する友人・長谷部の事務所開きを祝う会が、森江のマドンナ的存在であった佳代子が持つビルで行われる。二次会のカラオケ中、携帯電話にメールが入り中座したまま戻らない長谷部を心配した森江らがビルに戻ると、男の死体をビニールシートに包んで隠そうとしている長谷部の姿があった。無罪を主張する旧友を信じ、森江は弁護を引き受ける。                                             |                                                                           |                |          |          |        |
| 3 | 透明人間の完全犯罪!! 偽装結婚で殺された病院長!? 原作：オリジナル          | 2011年10月29日 | 安井国穂 | 猪原達三 | 12.2%  |
| 森江が勤める弁護士事務所の所長・片山が顧問弁護士を務める長谷川病院の院長、長谷川洋三郎が亡くなる。点滴パックに注射跡が残っていたことから、毒物を混入されたことが判明するが、廊下の監視カメラの映像から、病室に入ったのは、末期の膵臓癌を患っていた彼と再婚していた担当看護師・松原美智代しかいないことから彼女が容疑者となり、森江と同僚の今井が弁護人を務める。今井は情状酌量を訴えて刑の軽減を狙おうとするが、森江は美智代の無罪を信じる。 |                                                                           |                |          |          |        |

- 視聴率はビデオリサーチ調べ、関東地区・世帯

## 遅れネット
- 山陰中央テレビジョン放送では、第1作を2011年12月17日の14:00〜15:55で放送している。